# Млинувка (Шарварк)
Млинувка (пол. Młynówka, Szarwark) — потік в Польщі, у Домбровському повіті Малопольського воєводства. Права притока Бреня, (басейн Балтійського моря).

## Опис
Довжина річки 7,18 км, найкоротша відстань між витоком і гирлом — 5,77  км, коефіцієнт звивистості потоку — 1,25 . Формується безіменними струмками і частково каналізована.

## Розташування
Бере початок у селі Шарварк (гміна Домброва-Тарновська). Тече переважнона північний захід і у місті Домброва-Тарновська впадає у річку Брень, праву притоку Вісли.